# Мухаммад IV аль-Ватік
Мухаммад IV ібн Ахмад Абу Заян (араб. أبو زيان محمد بن أحمد; д/н — після 1387) — 18-й маринідський султан Марокко в 1386—1387 роках. Панував 43 дні. Мав лакаб аль-Ватік.

## Життєпис
Походив з династії Маринідів. Син Ахмада Абу Заяна (за іншому версією Абу аль-Фадла). Про нього відомостей обмаль. 1386 року внаслідок змови роду Ібн Масаї було отруєно султана Мусу. На посаду візира повернувся Масуд ібн Масаї, який отримав фактичну владу.
Втім невдовзі той змовився з колишнім султана — Ахмадом, якого було повалено у 1384 році. В результаті Мухаммада IV було скинуто з трону та заслано до Гранади. До влади повернувся Ахмад I. Подальша доля Мухаммада невідома.